# Inkberrow Castle
Inkberrow Castle är ett slott i Storbritannien.   Det ligger i grevskapet Worcestershire och riksdelen England, i den södra delen av landet, 150 km nordväst om huvudstaden London. Inkberrow Castle ligger 76 meter över havet.
Terrängen runt Inkberrow Castle är platt. Runt Inkberrow Castle är det ganska tätbefolkat, med 166 invånare per kvadratkilometer. Närmaste större samhälle är Worcester, 16,8 km väster om Inkberrow Castle. Trakten runt Inkberrow Castle består till största delen av jordbruksmark.